# Niels Rasmussen (roer)
 For alternative betydninger, se Niels Rasmussen. (Se også artikler, som begynder med Niels Rasmussen)
Niels Rasmussen (27. maj 1922 - 12. januar 1991) var en dansk roer fra Søndersø.
Rasmussen var med i den danske otter ved OL 1948 i London. Jarl Emcken, Børge Hougaard, Poul Korup, Ib Nielsen, Holger Larsen, Gerhardt Sørensen, Niels Wamberg og styrmand Charles Willumsen udgjorde resten af besætningen. Danskerne kom i 1. runde ind på sidstepladsen i et heat mod de senere sølv- og bronzevindere fra Storbritannien og Norge, og sluttede derefter på andenpladsen i et opsamlingsheat mod Schweiz og Frankrig. Det betød at danskerne ikke kvalificerede sig til semifinalen og dermed var ude af konkurrencen.
Rasmussen var også med til at vinde en EM-sølvmedalje i otter ved EM 1947 i Luzern og en sølvmedalje i firer uden styrmand ved EM 1950 i Milano.